# 假鱼腥藻目
假鱼腥藻目（学名：Pseudanabaenales）是蓝藻纲下的一个目。

## 下属分类
本目包括以下科：
- 假鱼腥藻科 Pseudanabaenaceae

科的地位未定的属：
- Nodosilinea Perkerson & Casamatta, 2011